# Харидж

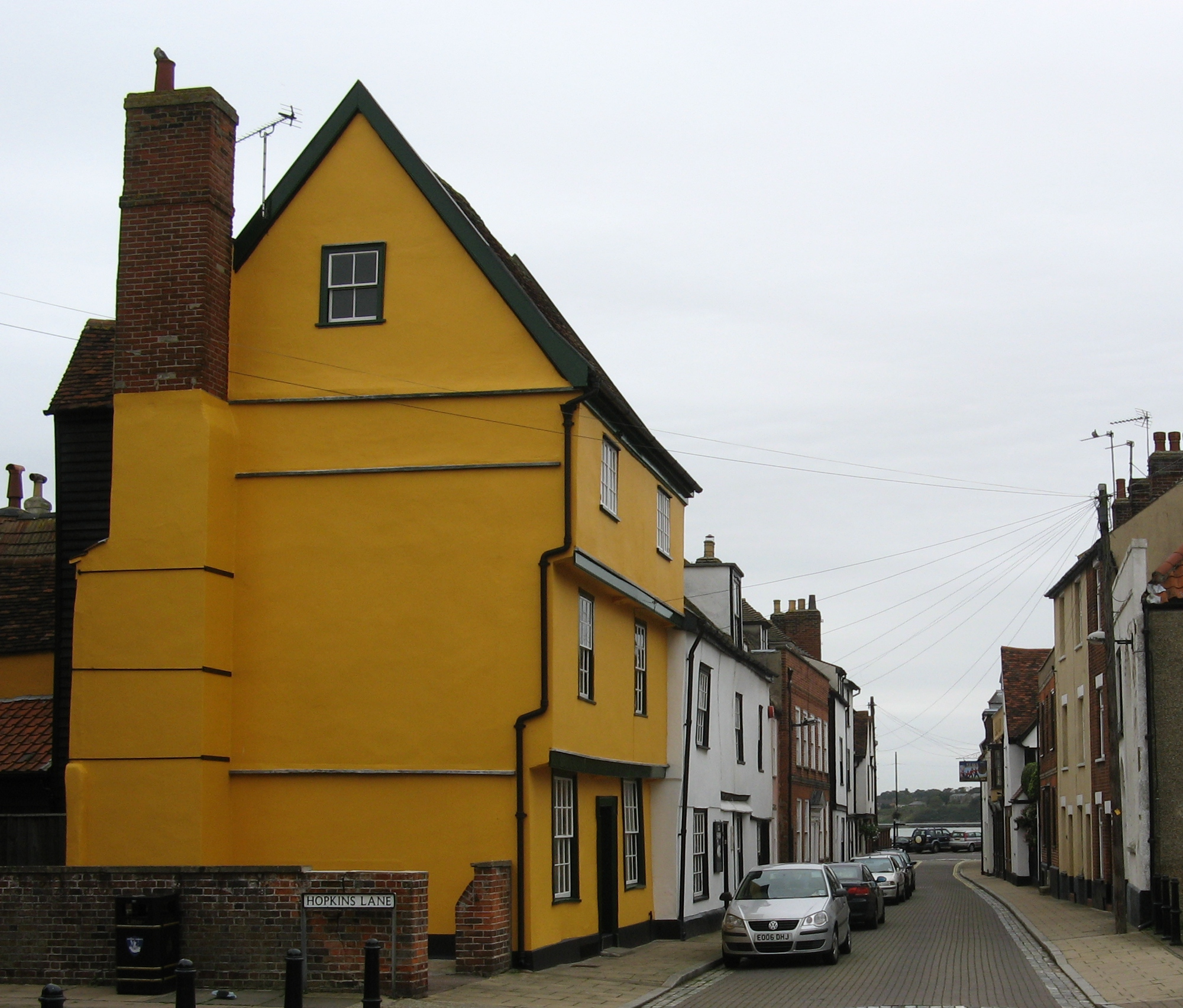
Переулок в центре Хариджа

Ха́ридж (англ. Harwich; уст. Гарвич) — город и глубоководный порт в районе Тендринг, графство Эссекс, Англия, расположенный на берегу Северного моря, в устьях рек Стур и Оруэлл. Это самый северный прибрежный порт в Эссексе. К северо-востоку от Хариджа, на другом берегу Хариджской гавани, находится его ближайший сосед, портовый город Филикстоу.

## История
Город основан в 1238 году, хотя есть данные, что поселение на данном месте существовало уже в 1177 году. На местности имеются и признаки возможного древнеримского поселения.
Из-за своего стратегического положения, 11 ноября 1688 года Харидж был выбран для вторжения в Англию Вильгельмом Оранским. Однако, неблагоприятные ветры заставили его флот отойти от берегов и в конце-концов высадиться в Торбей.
Писатель Даниель Дефо посвятил городу несколько страниц в своих путевых заметках, когда посещал город в 1722 году. Городской форт он назвал «грозным и внушительным», а гавань «громадных размеров».
В 1953 году из-за уязвимого расположения города, зажатого между бухтой и морем, Харидж постигло большое наводнение, которое считается одним из самых разрушительных стихийных бедствий за всю историю в Великобритании.

## Порт
Королевский флот в Харидже больше не встретишь, однако благодаря международному морскому порту, в город заходят множество иностранных судов. Регулярным паромным сообщением порт связан с Хук-ван-Холланд в Нидерландах и Эсбьергом в Дании. Управление большим грузовым портом в соседнем Феликстоу и маяками осуществляется из Хариджа. В декабре 2005 года британское правительство утвердило планы дальнейшего развития всего портового хозяйства в Хариджской гавани.
Также, порт известен фразой «Из Хариджа на материк», которую можно видеть на дорожных знаках и рекламах в Лондоне и на станциях Северо-Восточной железнодорожной компании.

## Транспорт

### Автодороги
Через город проходит европейский маршрут E 30, благодаря которому (используя действующее паромное сообщение) можно проехать от Корка в Ирландии до Омска в России. Участок данного маршрута имеет местный автодорожный номер — A120, который ведёт от морского терминала компании Stena Line до Колчестера.